# Naturschutzgebiet Biggetal
Das Naturschutzgebiet Biggetal ist ein 35,35 ha großes Naturschutzgebiet (NSG) im Gemeindegebiet von Wenden im Kreis Olpe in Nordrhein-Westfalen. Es wurde 2008 vom Kreistag mit dem Landschaftsplan Nr. 4  Wenden – Drolshagen ausgewiesen. Das NSG besteht aus drei Teilflächen. Im Norden des NSG liegt direkt die Bundesautobahn 45 nur wenige Meter entfernt.

## Gebietsbeschreibung
Bei dem NSG handelt es sich um drei Teilbereiche des Biggetals. Es handelt sich jeweils um die hier naturnahe Bigge und die Aue. An der Bigge finden sich Gehölzsäume und Feuchtgrünlandkomplexe. Lebensraumtypischen Pflanzenarten wie Sumpfblutauge und Sumpfveilchen und Tierarten wie Eisvogel und Bachforelle kommen vor.